# ژان لو رون دالامبر
ژان باپتیست لرون دالامبر (به فرانسوی: Jean le Rond D'Alembert) (متولد ۱۶ نوامبر ۱۷۱۷ در پاریس؛ درگذشت ۲۹ اکتبر ۱۷۸۳ در پاریس)، ریاضیدان، فیزیک‌دان فرانسوی و همچنین فیلسوف عصر روشنگری بود.
او سرپرست قسمت ریاضیات دائرةالمعارف فرانسوی بود که توسط دنی دیدرو انتشار یافت.
روشِ دالامبر در معادله موج نیز به نام خود او نامیده شده‌است.
اصل دالامبر نیز که به اسم این دانشمند نامیده شده‌است، با قانون دوم نیوتون هم‌ارز است و از آن به راحتی مکانیک لاگرانژی به دست می‌آید.